# Беженцы гражданской войны в Сирии
Беженцы гражданской войны в Сирии — граждане и постоянные жители Сирийской Арабской Республики, которые бежали из своей страны либо были вынуждены покинуть место жительства в поисках убежища в ходе гражданской войны. Помощь внутренне перемещённым лицам (ВПЛ) на территории Сирии и сирийским беженцам в соседних странах в основном осуществляется через Верховного комиссара ООН по делам беженцев.
По сведениям ООН на начало 2016 года, в гуманитарной помощи нуждались 13,5 млн сирийцев, из которых более 6 млн имели статус внутренне перемещённых лиц и более 4,8 млн являлись беженцами за пределами Сирии.
По оценкам российских военных на август 2018 года, за период боевых действий начиная с 2011 года Сирию покинули более 6,9 млн беженцев. Согласно данным Управления Верховного комиссара ООН по делам беженцев, на 1 декабря 2018 года в 45 государствах находятся 6 664 415 официально зарегистрированных сирийских беженцев, в том числе 1 999 325 женщин и 3 398 852 ребёнка. Большинство беженцев находятся в следующих государствах: Турция (3,6 млн.), Ливан (ок. 952 тыс.), Иордания (ок. 674 тыс.), Германия (ок. 534 тыс.), Ирак (ок. 252 тыс.). Оценочно, изъявили желание вернуться на родину 1,7 млн сирийцев из десяти стран мира (в основном Ливан, Турция, Германия, Иордания, Ирак, Египет). По состоянию на декабрь 2018 года, в 412 населённых пунктах, наименее пострадавших от военных действий, развёрнуты пункты приёма и размещения беженцев примерно на 1,5 млн мест. Пока беженцы возвращаются в основном лишь из Ливана и Иордании. В крупных городах и населённых пунктах в зоне боевых действий инфраструктура разрушена на 40-70 %.
Как сообщил 19 февраля 2019 года начальник Национального центра управления обороной Российской Федерации генерал-полковник Михаил Мизинцев, в родные места вернулось более 1645 тыс. сирийских граждан, из них свыше 1 277 тыс. — внутренне перемещенные лица и более 368 тыс. беженцев из-за рубежа. В последнем докладе департамента Ближнего Востока и Северной Африки Управления верховного комиссара ООН по делам беженцев была отмечена устойчивая тенденция к возвращению сирийцев на родину, что напрямую связывается с улучшением обстановки в Сирии и активизацией работы профильных ведомств страны. Мизинцев отметил наращивание объёмов работ по восстановлению инфраструктуры и социальных объектов Сирии. По его данным, всего в различных районах страны отремонтированы и введены в эксплуатацию 2787 жилых домов, 138 медицинских учреждений, 815 образовательных учреждений, 127 объектов водоснабжения, 157 хлебопекарен, 595 электроподстанций, 14257 предприятий промышленности.

## Ситуация по годам

### 2012 год
Развернувшиеся на территории страны боевые действия между правительственными силами и вооружёнными формированиями оппозиции привели к массовому потоку беженцев из районов боевых действий. Об открытии своих границ для сирийских беженцев объявили Иордания и Ирак. Многие беженцы нашли убежище в Турции.
По состоянию на сентябрь 2012 года, количество беженцев превысило 250 тысяч человек, к декабрю — полмиллиона, причём речь шла лишь о зарегистрированных беженцах.

### 2013 год
В конце февраля Управление Верховного комиссара ООН по делам беженцев (УВКБ) сообщило, что количество внутренне перемещённых лиц в Сирии достигло 2 миллионов, ещё 900 тыс. человек бежали в соседние страны.
По данным на апрель, общее число сирийских беженцев, по информации УВКБ, превысило 1,3 млн человек, три четверти которых — женщины и дети. В Иордании находилось уже 475 тыс. беженцев, в Ливане — 409 тыс., в Турции — 350 тыс., в Ираке — более 121 тыс. человек.
По состоянию на середину мая, число зарегистрированных беженцев из Сирии, по данным ООН, превысило 1,5 млн.
В начале ноября Валери Амос — заместитель генсека ООН по гуманитарным вопросам — сообщила Совету Безопасности ООН, что количество сирийцев, нуждающихся в гуманитарной помощи, достигло 9,3 млн человек, причём 6,5 млн из них являются внутренне перемещёнными лицами.

### 2014 год
По состоянию на конец августа 2014 года, по данным УВКБ, в Ливане находилось 1 175 504 сирийских беженцев, в Турции — 832 508, в Иордании — 613 252, в Ираке — 215 369, в Египте — 139 090, в Северной Африке — 23 367. Ещё 6,5 млн сирийцев являлись внутренне перемещёнными лицами.
По оценке УВКБ на декабрь 2014 года, число сирийских беженцев выросло до 4 270 тыс. Управление Верховного комиссара ООН по делам беженцев сообщило, что сирийцы впервые стали крупнейшей группой беженцев, обогнав афганцев, которые занимали эту позицию в течение более чем 30 лет.

### 2015 год
Организация Объединенных Наций заявила 9 июля, что количество сирийских беженцев, которые были вынуждены покинуть страну с начала гражданской войны в 2011 году, перевалило за четыре миллиона. Это наибольшее количество беженцев из какой-либо страны в мире за последние 25 лет. Кроме того, по подсчётам наблюдателей ООН, ещё 7,6 миллиона сирийцев были вынуждены покинуть свои дома, но до сих пор остаются на территории Сирии. Верховный комиссар ООН по делам беженцев Антониу Гутерриш сказал: «Это самый большой контингент беженцев из очага одного конфликта за все последнее поколение».

### 2021 год
На 15 марта 2021 года по данным Управления Верховного комиссара ООН по делам беженцев, количество беженцев из Сирии составляет 6 млн. 600 тыс. чел, из которых 5 млн. 600 тыс. чел. находятся в близлежащих к Сирии странах. Количество внутренне перемещённых лиц составляет 6 млн. 700 тыс. чел. 13 млн. 400 тыс. человек нуждаются в гуманитарной помощи и защите.

## Ситуация по странам

### Турция
- К октябрю 2011 года 7605 сирийцев бежали в Турцию. Они были размещены в пяти лагерях, находящихся под управлением турецкой Организации Красного полумесяца. Власти Сирии не раз концентрировали вооружённые силы на границе с Турцией в связи с массовым бегством туда сирийцев после начавшихся волнений. Сирийские подразделения, включая танки, приближались к границе на расстояние до 500 метров. По предположениям, высказываемым в Турции, сирийские войска проводили на приграничной территории операцию по поимке военнослужащих-дезертиров, пытающихся прорваться в Турцию. Сирийские власти обвиняли Турцию в поддержке повстанцев[19].
- По данным турецкого департамента по чрезвычайным ситуациям на октябрь 2012 года, с апреля 2011 года в Турцию прибыло 143 140 граждан Сирии, из них 42 777 возвратились на родину. 15 сентября 2012 года в 13 палаточных лагерях, центре временного приема и контейнерном городке, размещённых в провинциях Хатай, Шанлыурфа, Газиантеп, Кахраманмараш, Османие и Адыяман находилось 100 363 человека[20].
- Как сообщило 9 ноября 2012 года Управление Верховного комиссара ООН по делам беженцев, за последние сутки Сирию покинуло не менее 11 тысяч человек. 9 тысяч из них перешли турецкую границу, тысяча человек ушло в Ливан и около тысячи — в Иорданию. По заявлению представителя Управления Верховного комиссара ООН по делам беженцев на пресс-конференции в Женеве, за все время боевых действий общее количество зарегистрированных и получающих помощь беженцев из Сирии достигло 408 тысяч человек[21].
- 22 декабря 2012. Национальный совет Сирии объявил, что число сирийских беженцев перешедших в соседнюю Турцию превысило 250 тысяч человек[22].
- 28 марта 2013 года в лагере сирийских беженцев Сулейман Шах в районе города Акчакале вспыхнул мятеж. Беженцы жаловались на скверные условия жизни и скученность в лагере. В одной палатке иногда живёт по несколько семей. Причины бунта не ясны. По одной версии, сирийцы, возмущенные перебоями с подачей электричеством, подожгли одну из палаток. По другой версии, мятеж начался после того, как турецкая полиция отказалась пропустить в переполненный лагерь, в котором уже живут 35 тысяч человек, ещё 200 беженцев. Турецкая военная полиция при помощи слезоточивого газа и водометов подавила мятеж. Сирийцы утверждают, что при этом были ранены несколько десятков человек, турки это отрицают[23]. Власти Турции выслали в Сирию 600 или 700 сирийских беженцев, которые участвовали в столкновениях с турецкими силами безопасности. Все депортированные беженцы были опознаны в результате видеосъемки столкновений. «Возможно, число возвращенных демонстрантов будет увеличено», заявил представитель командования сил безопасности Турции[24].
- В апреле 2013 г. турецкими властями было объявлено о постройке специального лагеря для сирийских беженцев-христиан (православных и сиро-халдеев) на 4 тыс. человек возле города Мидьят рядом с халдейским монастырем Мор Авраам. По словам миссионера католической благотворительной организации Catholic relief services Слеймана Сайкали, многие христиане, бежавшие из Сирии, предпочитают жить не в лагерях, где зачастую сильны исламистские настроения, а в церквях и монастырях[10].
- В октябре 2013 года число сирийцев, находящихся в Турции в качестве беженцев, превысило 600 тыс. Более 2/3 из них, проживают за пределами лагерей беженцев и не имеют доступа к гуманитарной помощи. Правительство Турции приняло решение о возведении на турецко-сирийской границе двухметровой бетонной стены для того, чтобы перекрыть поток беженцев. Строительные работы начались в районе города Нусайбин[25].
- Многие сирийские беженцы, живущие в Турции, не зная язык, не имея знакомых и друзей, работы и жилья, вынуждены продавать свои почки или другие органы, чтобы заработать деньги в чужой стране. Таких беженцев очень много. Продажа своих органов для них единственная возможность получить деньги, чтобы выжить[26].
- 18 марта 2016 года Европейский союз и Турция заключили соглашение по мигрантам, по которому нелегальные мигранты из Сирии, прибывшие в Грецию, высылаются на территорию Турции. При этом Турция гарантирует невысылку беженцев обратно в зону конфликта. В рамках соглашения ЕС выделил Турции 4 млрд евро финансовой помощи[27][28].
- На 4 ноября 2021 года количество беженцев из Сирии на территории Турции составляет 3 млн. 728 тыс. 612 человек[29].
- Сирийские погромы в конце июня 2024 года.

### Ливан
К ноябрю 2011 года более 5 тыс. сирийцев бежали в Ливан. Некоторые из них были насильно возвращены назад в Сирию. Предполагается также, что сирийские войска неоднократно пересекали границу с Ливаном, чтобы остановить беженцев. Так, в одном из официальных заявлений ливанской армии говорится, что в сентябре 2011 года сирийские солдаты пересекли границу и открыли по беженцам огонь. В ноябре 2011 г. сирийские войска начали установку противопехотных мин на границе с Ливаном, как предполагается, чтобы предотвратить её пересечение беженцами. Сирийские же власти утверждали, что мины ставились для борьбы с контрабандой оружия из Ливана.
- К 28 ноября 2012 года на территории Ливана находились 125 тыс. беженцев[31].
- 24 февраля 2013 года. По утверждению ООН в Ливане находятся 305 тысяч сирийских беженцев. Ливанские социальные службы утверждают, что за два года гражданской войны в Ливан прибыли более 400 тысяч беженцев из Сирии. В Ливане беженцы заметны во всех углах. Люди ютятся в палатках и на строительных площадках, дети побираются вместе с родителями, Ливан не справляется с потоком бегущих в панике людей. Стране угрожает демографический кризис. «Страна находится на пределе своих возможностей, невозможно больше принимать этих несчастных беглецов», — говорит один из лидеров христианской общины Ливана[32].
- По сообщениям ООН на 17 мая 2013 года в стране находятся 470 тыс. сирийских беженцев[33].
- На 31 октября 2021 года количество беженцев составляет 844 тыс. 56 чел[29].

### Иордания
Заатари — один из самых больших палаточных лагерей сирийских беженцев на Ближнем Востоке и, фактически, пятый по величине населённый пункт Иордании. Был построен в пустыне всего за год. По состоянию на апрель 2013 года, в нём проживало 200 тысяч человек и каждый день прибывало 1-2 тысячи новых поселенцев.
В мае 2013 года было объявлено о строительстве нового лагеря для 110 000 сирийских беженцев в городе Азрак, расположенном в 100 км к востоку от Аммана. На его постройку ООН выделила 9,8 млн долларов. По оценкам правительства Иордании, с марта 2011 года в стране нашли пристанище свыше 500 000 беженцев из Сирии.
К концу августа 2013 года на территории Иордании находилось свыше 1,3 миллиона сирийцев.
На 31 октября 2021 года количество беженцев составляет 672 тыс. 23 чел.

### Саудовская Аравия
В 2015 году сообщалось, что Саудовская Аравия предоставила примерно 2,5 миллионам сирийцев полную свободу передвижения и официальный вид на жительство, с бесплатным медицинским обслуживанием, возможностью трудоустроиться и получить образование. Эти люди не имеют статуса беженцев.

### Армения
Как сообщалось в 2015 году, с начала гражданской войны из зоны боевых действий в Армению переселилось 15 тысяч сирийских беженцев, в основном армянского происхождения. Часть беженцев была размещена на территории Нагорного Карабаха и прилегающих районов.

### Россия
До осени 2015 года около 2 тысяч беженцев черкесского происхождения переселились в Адыгею, Кабардино-Балкарию и Карачаево-Черкесию; статус беженца при этом смогли получить лишь около 30 сирийских черкесов. Представители черкесской общественности жаловались на то, что российские власти отказываются предоставлять правовой статус соотечественника черкесам, прибывающим из Сирии.
С 2015 года Россия стала отказывать в приёме беженцам из Сирии, объясняя, что «война закончилась». Подход миграционной службы к предоставлению временного убежища гражданам Сирии по сравнению с 2014 годом изменился: доля получивших убежище даже из числа допущенных к процедуре упала.
В 2016 году ситуация с получением убежища для сирийцев на территории России стала ещё хуже, так как миграционные органы стали ещё реже и неохотнее предоставлять статус беженца, ссылаясь на улучшение ситуации в Сирии.
По состоянию на июль 2017 года, статус беженца на территории Российской Федерации имели всего 2 сирийца. Временное убежище на январь 2017 года было предоставлено 1317 гражданам Сирии. По итогам 2017 года, в России значительно уменьшилось количество граждан Сирии, обладающих статусом «временное убежище» (ВУ), — с 1317 до 1128. В 2017 году 688 сирийцев подали заявление на временное убежище, и только 352 человека получили этот статус.
В 2018 году Россия стала отказывать беженцам из Сирии даже во временном убежище.
По данным МВД, на апрель 2018 года Россия предоставила временное убежище на один год 1047 сирийцам, ещё двое получили постоянное убежище, ещё как минимум 5 тыс. сирийских беженцев живёт в России нелегально (по туристическим визам). К июлю 2018 года количество лиц со статусом «временное убежище» уменьшилось с 1047 до 993. За весь 2018 год количество граждан Сирии со статусом «временное убежище» сократилось до 826 — это минимальное число с 2012 года.
С 2018 года Россия практически перестала предоставлять убежище гражданам Сирии и отказывается продлевать его тем, кому выдала ранее.

В отчёте комитета «Гражданское содействие» за 2018 год отмечается: 
Институт убежища в России по-прежнему практически не функционирует. <...> по-прежнему лишь два сирийца обладают статусом беженца в РФ. <...> Из 87 граждан Сирии, которые обратились в Комитет в 2018 году, только 17 удалось помочь получить и сохранить временное убежище, 56 было отказано в предоставлении и продлении убежища, 14 человек покинули РФ.
В апреле 2019 г. депутат немецкого парламента Вальдемар Гердт предложил отправлять сирийских беженцев из Германии в Крым, но эта инициатива не получила развития.
За 2020 г. число сирийцев, имеющих в России статус временного убежища, сократилось с 591 до 359 человек. В 2020 году российские миграционные службы сократили предоставление статуса временного убежища новым заявителям, а также почти прекратили продлевать временное убежище, тем, у кого оно было.
14 сентября 2021 года Европейский суд по правам человека (ЕСПЧ) вынес постановление по жалобам девяти сирийцев против России. ЕСПЧ в очередной раз указал, что выходцев из Сирии недопустимо высылать на родину, поскольку там их ждут пытки и, возможно, смерть.
Сходное мнение высказала Независимая международная комиссия по расследованию событий в Сирии при ООН.
За 2021 г. число сирийцев, имеющих в России статус временного убежища, сократилось до 295 человек. По мнению Комитета «Гражданское содействие» институт убежища в России «перестает функционировать».

#### После свержения Асада
8 декабря 2024 года в Москву прибыл экс-президент Сирии Башар Асад. Российские власти предоставили убежище ему и членам его семьи «исходя из соображений гуманитарного характера»
В феврале 2025 года СМИ сообщили о приёме около 100 сирийских беженцев в Пермском крае.
В марте 2025 года Екатеринбург принял около 95 сирийских беженцев:
Всем прибывшим помогут в подготовке документов по российским стандартам, организуют медицинские осмотры и окажут психологическую поддержку. А специальные программы адаптации помогут сирийцам начать изучать русский язык и познакомиться с российской культурой. Также специалисты центра занятости проведут консультации по вопросам трудоустройства. Все процессы интеграции будут проходить в тесном взаимодействии с органами власти и общественными организациями.
Сообщается, что приём беженцев из Сирии организован в 12 российских регионах.
В апреле 2025 года СМИ сообщили о приёме сирийских беженцев в Удмуртии. 
Местные жители выступили против.

## Эвакуация иностранных граждан
26 июля 2012 года двумя самолётами Ан-32 Министерства чрезвычайных ситуаций Украины из Сирии были эвакуированы 62 гражданина Украины, в том числе 34 ребёнка.
 1 августа 2012 года самолёт Министерства обороны Украины Ил-76 эвакуировал 199 человек, среди которых граждане Украины и 15 граждан Польши. К сентябрю 2012 года Украина эвакуировала из Сирии 420 своих граждан и 39 граждан других государств. 16 октября МЧС Украины эвакуировало ещё 20 граждан Украины. К марту 2013 года из Сирии было эвакуировано 568 граждан Украины.
 27 июля 2012 года Международный комитет Красного Креста (МККК) заявил, что эвакуирует из Сирии в Бейрут часть своих сотрудников из-за ухудшения ситуации в стране.
 В этот же день почти половина из 300 работающих в Сирии наблюдателей ООН покинули страну.
 27 июля 2012 года стало известно, что Министерство иностранных дел Польши решило временно прекратить деятельность своего посольства в Сирии и эвакуировало оттуда всех своих дипломатов из-за обострения ситуации.
 7 августа 2012 года Министерство иностранных дел Азербайджана прекратило деятельность своего посольства в Сирии до нормализации ситуации в государстве. Посол и сотрудники посольства покинули страну.
 2 ноября 2012 года власти Египта заявили об окончании реализации плана по эвакуации всех проживавших в Сирии египетских граждан. Согласно сообщению, египетское посольство в Дамаске в течение трёх последних месяцев обеспечило выезд из Сирии на родину 3386 египтянам.
 23 января 2013 года МЧС России эвакуировало 77 человек самолётами Як-42 и Ил-76 из Сирии (из Дамаска, Алеппо, Хамы и Хомса). Большинство из них — женщины, вышедшие замуж за иностранцев, и их дети. Ранее сообщалось, что в Сирии проживают ещё около 25 тысяч россиянок, вышедших замуж за местных жителей. 28 мая 2013 года самолёты МЧС России взяли на борт 128 граждан России и других стран СНГ, пожелавших покинуть Сирию. 26 июня 2013 года самолётом российского МЧС в Москву вылетели около 130 россиян, граждан Украины, Молдавии и Белоруссии, пожелавших покинуть Сирию. По сведениям газеты «Ведомости», в 2013 году из Сирии были эвакуированы все российские военнослужащие и гражданские работники, занятые на базе ВМФ в сирийском городе Тартус. С начала 2013 года самолёты МЧС РФ вывезли из Сирии 639 граждан СНГ. 6 августа 2013 года российский «Аэрофлот» прекратил полёты в Сирию.
 27 мая 2013 года Египет возобновил эвакуацию своих граждан из Сирии. Первые две группы египтян, общей численностью 60 человек, уже покинули Сирию.